# Central Coast Mariners Football Club 2021-2022
Questa voce raccoglie le informazioni riguardanti il Central Coast Mariners Football Club nelle competizioni ufficiali della stagione 2021-2022

## Rosa
| N. |                          | Ruolo | Calciatore        |
| -- | ------------------------ | ----- | ----------------- |
| 1  | Australia (bandiera)     | P     | Mark Birighitti   |
| 3  | Australia (bandiera)     | D     | Lewis Miller      |
| 4  | Australia (bandiera)     | C     | Joshua Nisbet     |
| 5  | Australia (bandiera)     | D     | Noah Smith        |
| 7  | Giappone (bandiera)      | C     | Cy Goddard        |
| 8  | Australia (bandiera)     | C     | Oliver Bozanic    |
| 9  | Scozia (bandiera)        | A     | Jason Cummings    |
| 10 | Brasile (bandiera)       | A     | Matheus Moresche  |
| 11 | Francia (bandiera)       | C     | Béni N'Kololo     |
| 12 | Costa Rica (bandiera)    | A     | Marco Ureña       |
| 14 | Australia (bandiera)     | D     | Kye Rowles        |
| 15 | Nuova Zelanda (bandiera) | D     | Storm Roux        |
| 16 | Australia (bandiera)     | C     | Maximilien Balard |

| N. |                      | Ruolo | Calciatore      |
| -- | -------------------- | ----- | --------------- |
| 17 | Australia (bandiera) | A     | Damian Tsekenis |
| 18 | Australia (bandiera) | D     | Jacob Farrell   |
| 19 | Australia (bandiera) | A     | Matthew Simon   |
| 21 | Australia (bandiera) | D     | Ruon Tongyik    |
| 23 | Figi (bandiera)      | D     | Daniel Hall     |
| 24 | Turchia (bandiera)   | P     | Yaren Sözer     |
| 25 | Australia (bandiera) | C     | Matthew Hatch   |
| 27 | Germania (bandiera)  | C     | Nicolai Müller  |
| 29 | Australia (bandiera) | A     | Manyluak Aguek  |
| 33 | Australia (bandiera) | C     | Harry McCarthy  |
| 34 | Australia (bandiera) | C     | Harrison Steele |
| 40 | Australia (bandiera) | P     | Ricardo Rizzo   |
| 50 | Australia (bandiera) | P     | Lawrence Caruso |